# Jacob Reuter
Jacob Reuter   (Milwaukee, 12 d'abril de 1866 - Milwaukee, 30 d'agost de 1945) fou un violinista i compositor estatunidenc.
A l'edat d'onze anys feu el seu primer concert públic en la seva ciutat natal; després efectuà diverses gires pel Canadà i Mèxic.
És autor de nombroses composicions, principalment per a violí, entre elles: dues Fantasies hongareses; The Language of the Flowers (cinc peces); The Clown; Zariarolla; un Vals-caprici; un nocturn, una tarantel·la, etc.